# Анастасиос Хрисафис
Анастасиос Хрисафис (на гръцки: Αναστάσιος Χρυσάφης) е гръцки лекар и общественик.

## Биография
Анастасиос Хрисафис е роден в 1851 година в македонския град Сяр, който тогава е в Османската империя. Завършва медицина във Виенския университет и работи в Сярската общинска болница като лекар.
Включва в Гръцката въоръжена пропаганда в Македония като агент от I ред и подпомага гръцкото консулство в града при организацията на дейността на гръцките чети в Източна Македония, воюващи с българските на ВМОРО. В село Джинджос, където има имоти, заедно със сина си Константинос организира всички селяни в гръцкия революционен комитет и създава склад за оръжията и боеприпасите за андартските чети, транспортирани от Гърция през Орфанското пристанище към Сярско. Така Хрисафис ръководи снабдяването с оръжие на цяла Източна Македония.
Убит е от български войници в Левуново по време на Междусъюзническата война в 1913 година заедно с учителите Георгиос Сфикас и Леонидас Папапавлу, банкера Константинос Стамулис, фармацевта Несторос Сфикас, бръснаря Стерьос Георгиу-Куреос и един друг серски гръцки първенец.
Името му носи улица в Сяр.